# Francesco Bartolomeo della Torre
Francesco Bartolomeo della Torre (?–1687) byl kameník původem z uherského Rábu (dnešní Maďarsko). Je známý např. díky Kohlově kašně na druhém nádvoří Pražského hradu, na které pracoval ve spolupráci se sochařem Jeronýmem Kohlem. V roce 1663 získává staroměstské měšťanské právo a žije až do své smrti na Starém Městě pražském.